# 多倫多全科醫院
多倫多全科醫院（英語：Toronto General Hospital）位於加拿大安大略省多倫多市中心，是市内的教學醫院，亦是大學醫療網絡的一分子，與多倫多大學醫學院關係密切。該院南臨多倫多病童醫院，西側與瑪嘉烈公主癌症中心及西乃山醫院隔大學路相望。衆多醫院和醫學研究設施構成多倫多的發現區，與安大略省議會大樓近在咫尺，亦鄰近多倫多地鐵皇后公園站。
急症室每年處理逾28000名病人，而該院亦設有安省最大規模的器官移植中心之一，可以为病人进行心脏、肺、肾、肝脏、胰脏、小肠以及其他器官的移植；受惠的病人來自全國。
目前威塞克斯伯爵夫人索菲以其加拿大王室成员的身份擔任該院的资助人。

## 历史
該医院剛成立時只是一个小棚，於1812年战争期間用作军事医院。該院於1829年正式成為一永久性機構——約克全科醫院——並選址於閃高街和皇帝街的交界處。該院於1913年遷至現址，並於往後多年陸續進行多項擴建及改善工程。醫院的新大樓於2002年落成，而於1913年落成的舊大樓（前稱書院街翼）則成為「MaRS發現區」醫學研究機構的總部。

## 图片

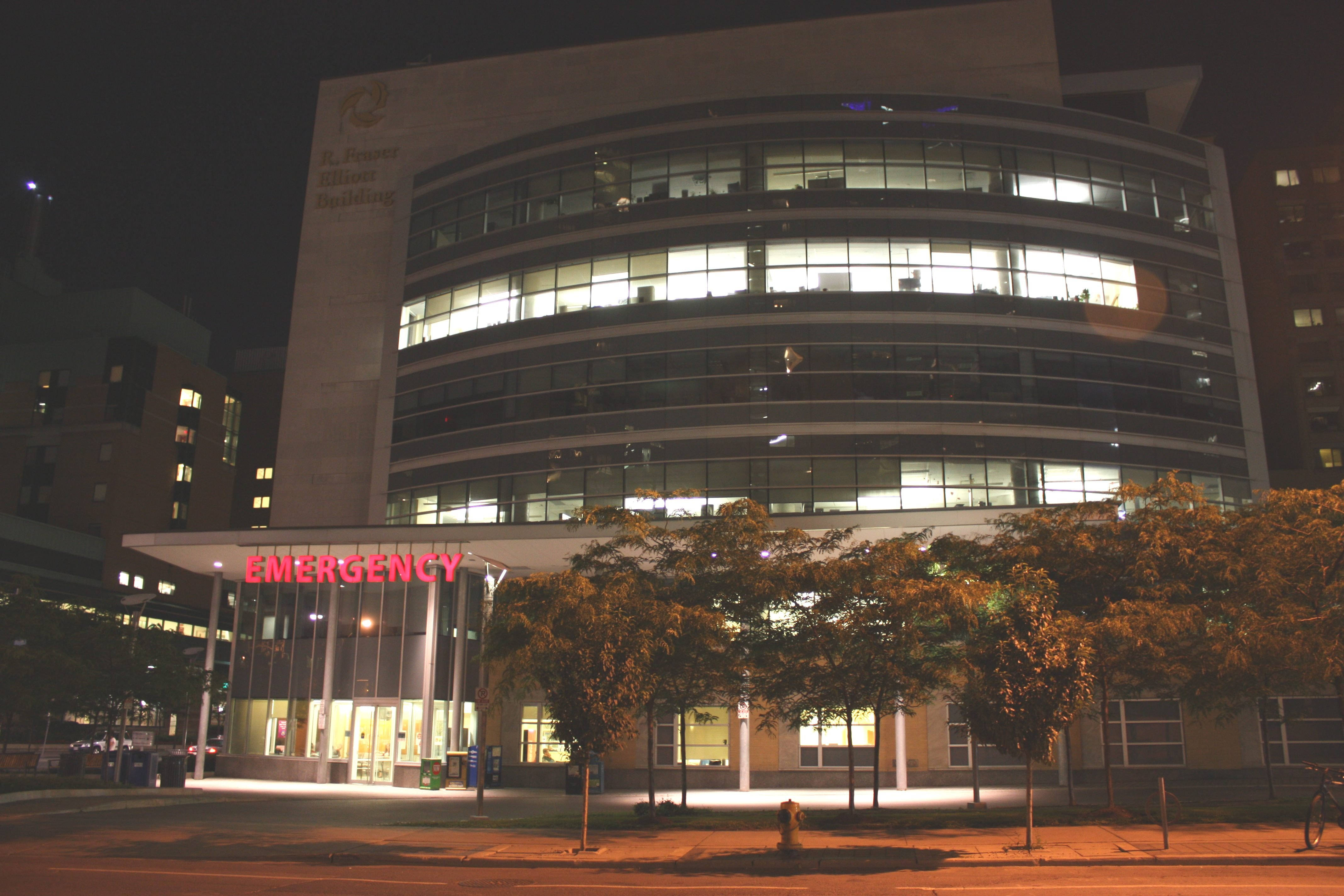
多倫多全科醫院急症室。
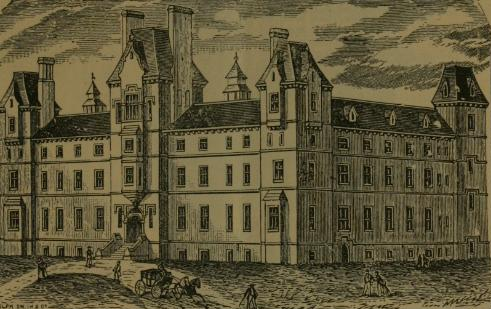
1895年的多倫多全科醫院。
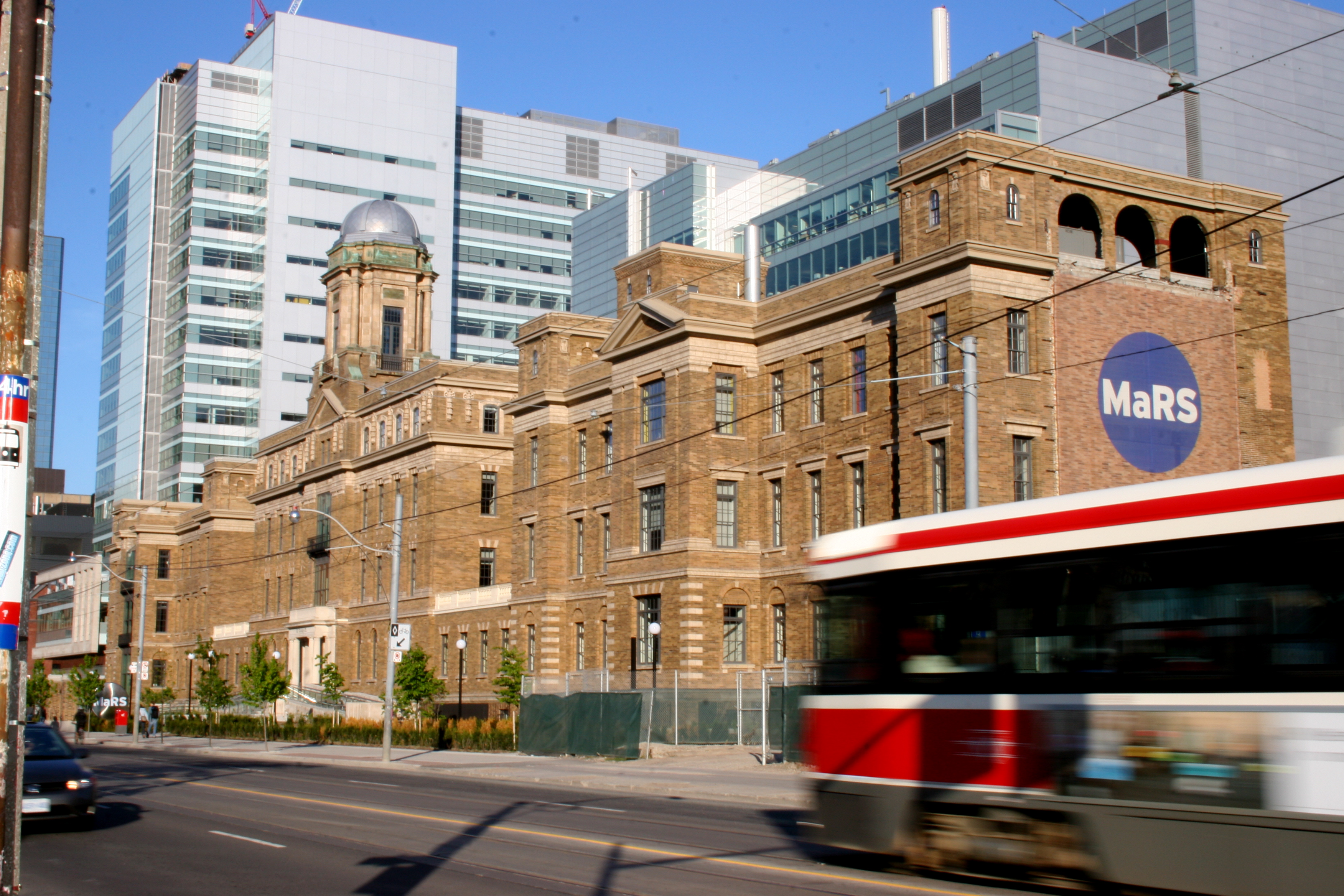
從書院街和大学路的东北角看前多倫多全科醫院大樓。
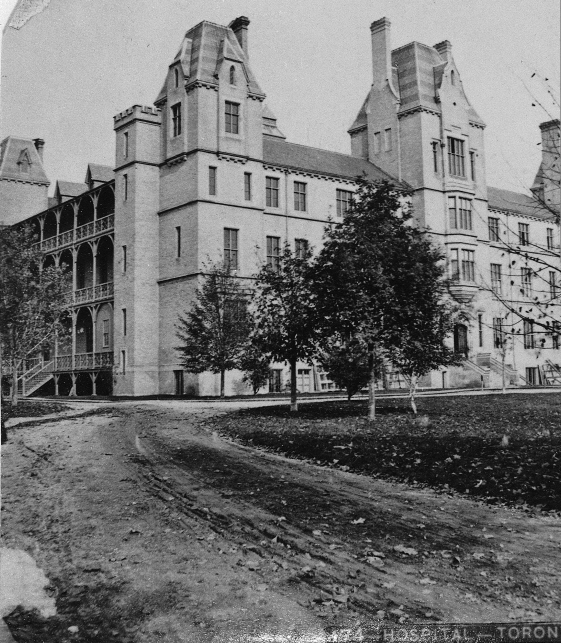
原多倫多全科醫院大樓（1860年代）。
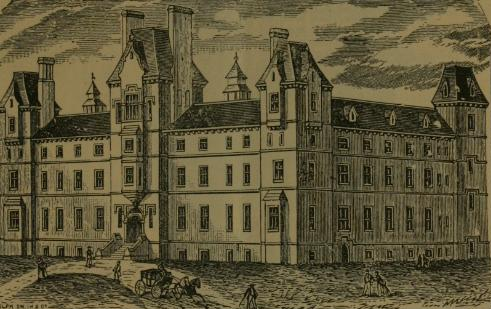
多倫多全科醫院
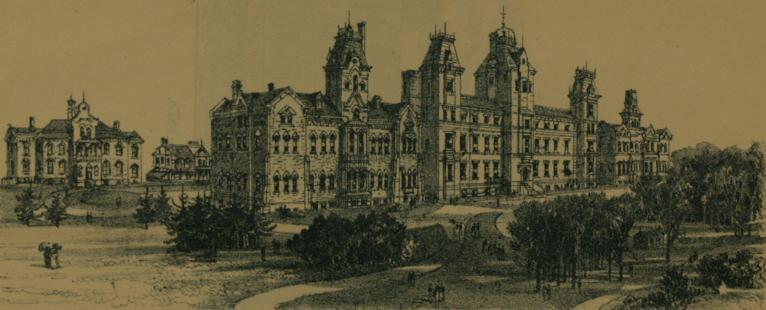
多倫多全科醫院
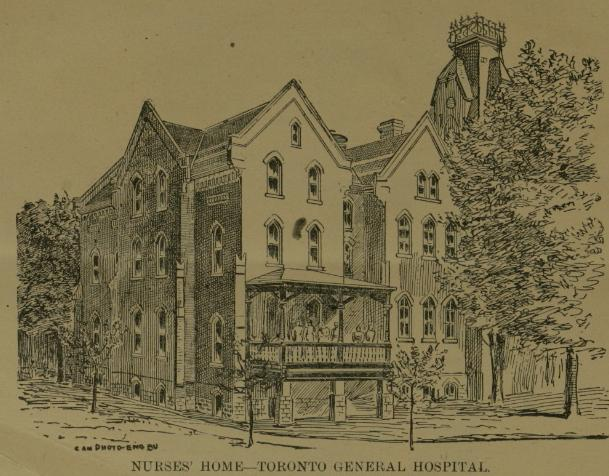
多倫多全科醫院
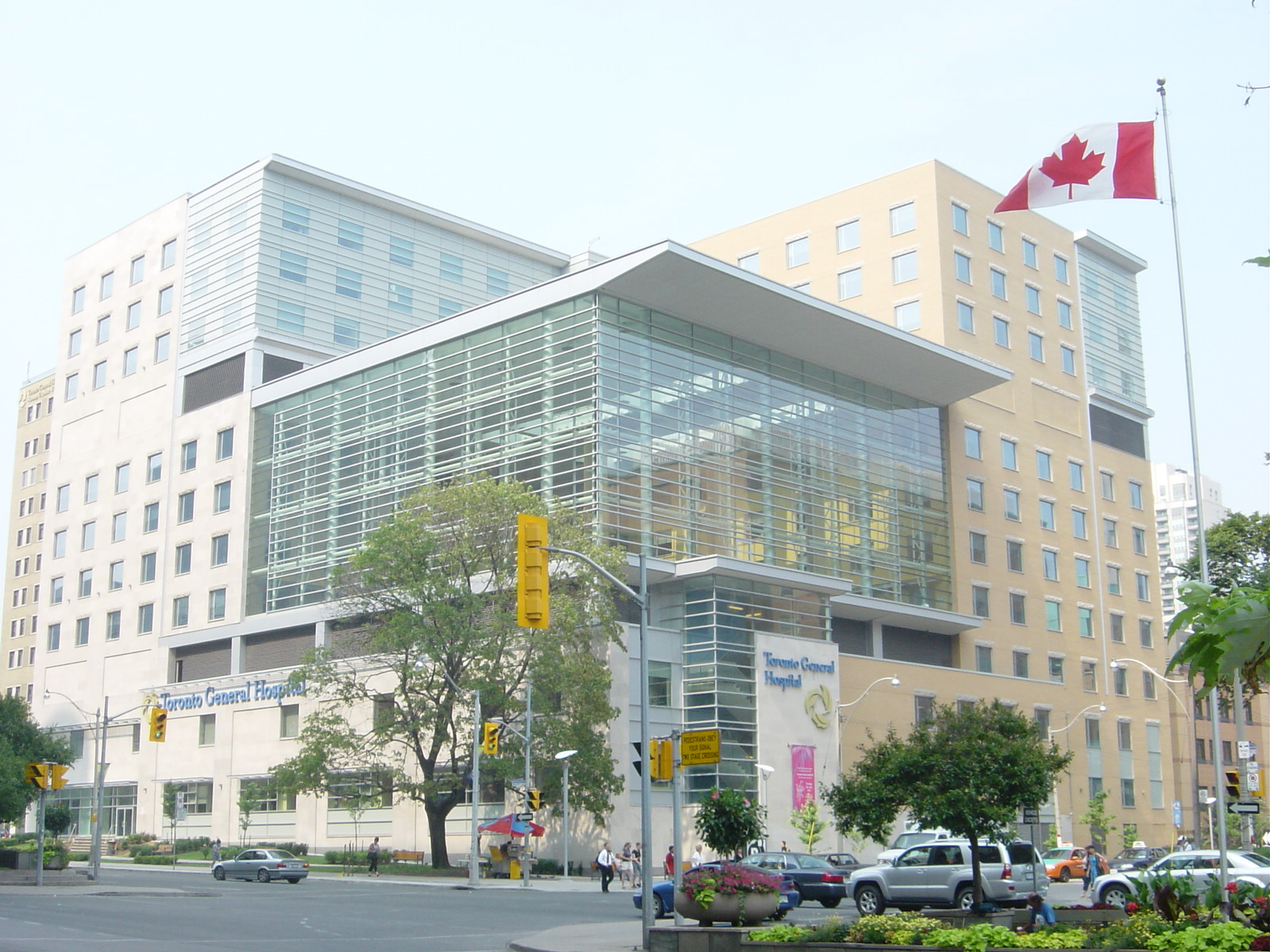
多倫多全科醫院
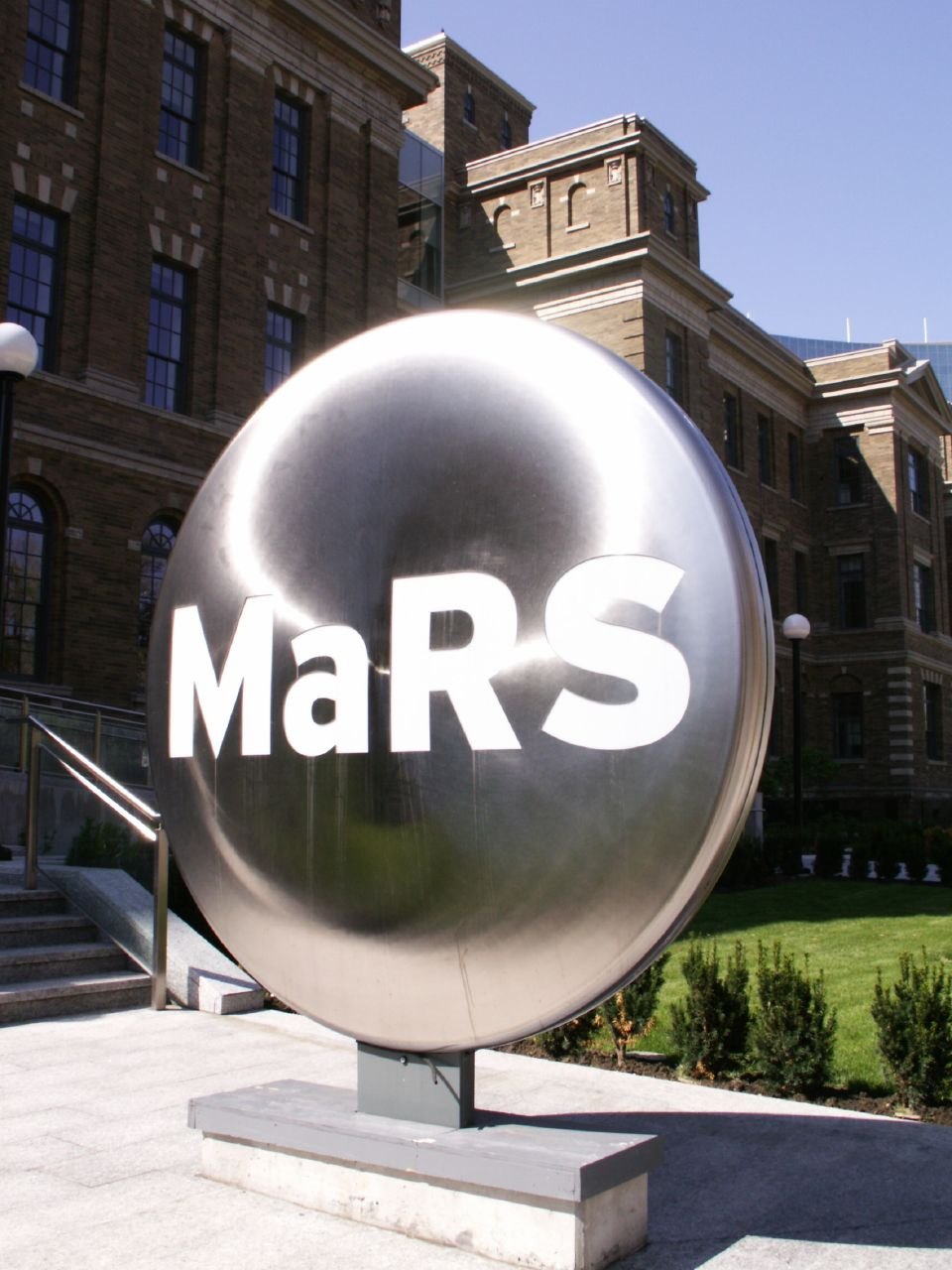
位于发现区的MaRS标示，多倫多全科醫院
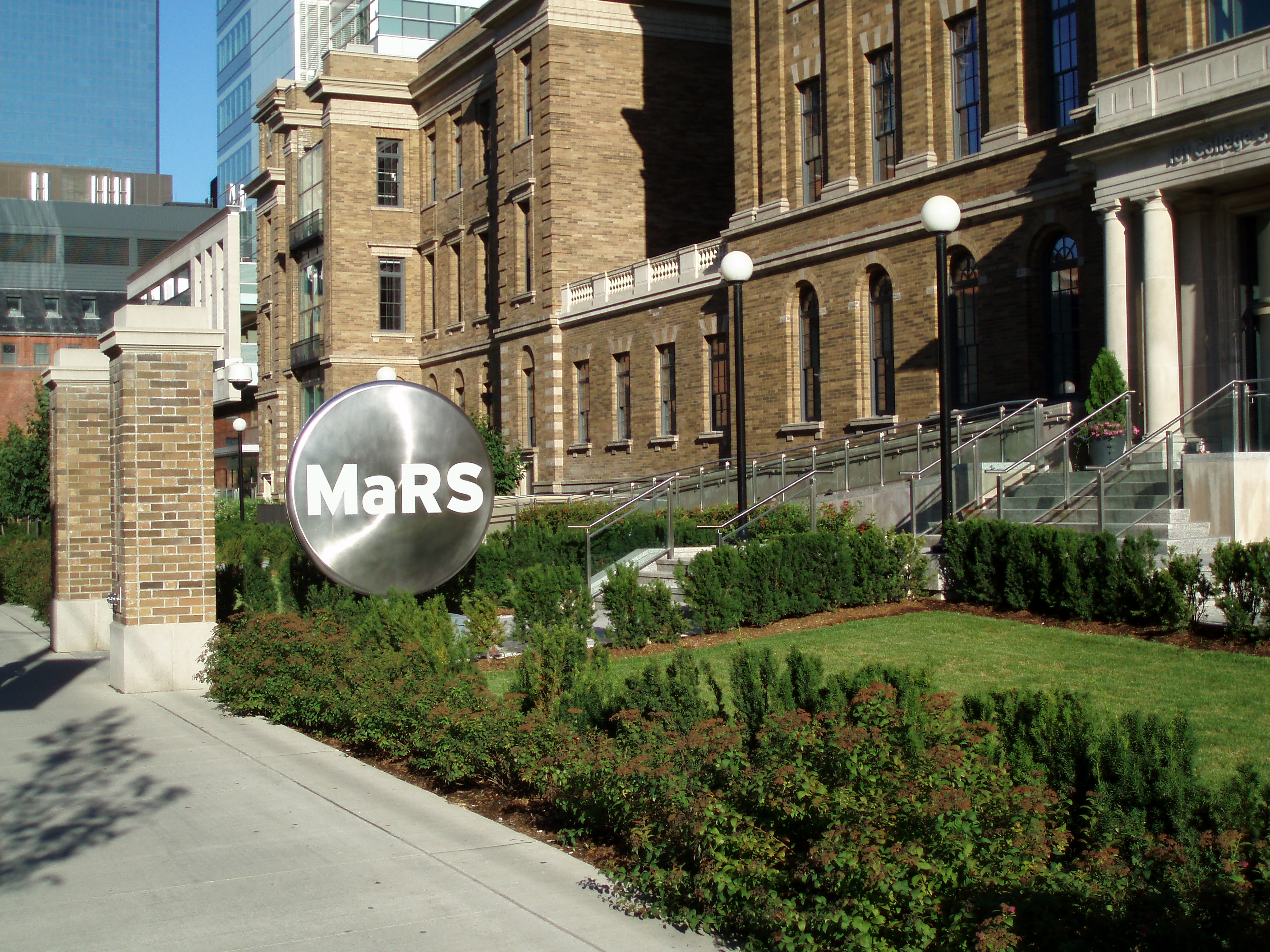
位于发现区的MaRS标示，多倫多全科醫院

## 外部連結
- 多倫多全科醫院網站

43°39′32″N 79°23′19″W / 43.658977°N 79.388505°W